# نادي أوسترافا لكرة السلة
نادي أوسترافا لكرة السلة (بالتشيكية: NH Ostrava)‏ هو فريق كرة سلة تشيكي للمحترفين تأسس في سنة 1953 يقع مقره في أوسترافا. ينافس في الدوري التشيكي الوطني لكرة السلة.

## وصلات خارجية
- الموقع الرسمي